# Aroostookoorlog
De Aroostookoorlog was een militaire confrontatie in 1838 tot 1839 tussen de Verenigde Staten en het Verenigd Koninkrijk over de internationale grens tussen de Britse kolonie New Brunswick en de Amerikaanse staat Maine. Meerdere Britten zijn gevangengenomen; niemand is gedood, maar Canadese militairen zijn verwond door zwarte beren voor het einde van de oorlog. Diplomaten van beide landen kwamen in Washington samen en bereikten een compromis, het verdrag van Webster-Ashburton in 1842. Dit verdrag stelde de grens tussen de twee landen vast. De term "oorlog" was retorisch; lokale milities zijn opgeroepen, maar zijn niet in serieuze gevechten geraakt. Het kan beter omschreven worden als een internationaal incident.